# لوستيناو
لوستيناو ([ˈluːstənaʊ] ؛ وبالأليمانية (لوشكنول) هي بلدة تقع في أقصى غرب النمسا في ولاية فورارلبرغ في مقاطعة دورنبيرن. و تقع أيضا على نهر الراين الذي يشكل الحدود مع سويسرا. وتعد بلدة لوستيناو هي رابع أكبر مدينة في ولاية فورارلبرغ.

## الجغرافية
وتقع لوستيناو على الضفة الشرقية لنهر جبال الألب وفي الجزء السفلي من وادي نهر فورارلبيرغ، والتي تمثل الحدود مع كانتون سانت غالن في سويسرا. ويبلغ ارتفاعه فوق مستوى سطح البحر ب 404 متر. نظرا لأن المدينة تقع في الجزء السفلي من وادي الراين ولايوجد فيها تلال أو جبال. ويحد نهر الراين غرب وشمال شرق نهر دورنبيرنر. ويمتد الإقليم حوالي 8.5 كيلومترات من الشمال إلى الجنوب، وحوالي 4 كيلومترات من الشرق إلى الغرب.
وهناك أربعة جسور تربط لوستيناو بسويسرا وتنظم البلدية في أربع، والتي غالبًا ما يشير إليها السكان المحليون بي: روتكروز، ريندورف، كيرشدورف، هاسنفيلد.
نظرًا لأن ساحة الكنيسة في لوستناو مطلية باللون الأزرق، فانه  يُطلق على مركز القرية اسم «الساحة الزرقاء» (بالألمانية Blauer Platz).

## التاريخ
اسم لوستناو مشتقة من وثيقة تعود إلى 24 يناير من عام 887، وهي موقعة من الملك الكارولنجي تشارلز البدين، بعنوان «Lustenaua curti regali»، و.وتعهدت كونتات فيردنبرغ بقلعة زوينغنشتاين ولوستناو لفرسان إم في عام 1395، وحُوِّل العهد إلى عملية شراء نهائية في عام 1526 . وبعد ان تلاشى السلالة الذكورية من عائلة هوهينيمز في عام 1759، ونشأ نزاع دام عقدًا حول ملكية لوستناو بين ماريا تيريزا من النمسا من ناحية ووريثة هوهينيمز ماريا ريبيكا من ناحية أخرى.وستمرت لوستيناو حتى عام 1830 مقاطعة مستقلة تحكمها كونتات والدبورغ-زيل-لوستناو-هوهينيم. وبعد عام 1830 أصبحت جزءًا من النمسا. وفي خلال عهد الرايخ الألماني، ولم يكن هناك دليل على أي مقاومة منظمة ضد الاشتراكية الوطنية في لوستناو. ومع ذلك، تم توثيق عدد كبير من حالات المعارضة الفردية، والتي تتم عقوبته بالاعتقال مع تسليمه إلى معسكر اعتقال أو حتى مع عقوبة الإعدام. وبعد الحرب العالمية الثانية أعطت صناعة التطريز المحلية لوستناو طفرة اقتصادية.

## أحداث منتظمة
وفي كل صيف منذ أكثر من 30 عامًا، يتم تنظم جمعية الثقافة والشباب "Szene Lustenau" مهرجانًا في الهواء الطلق في ضفة الراين، والذي يسمى Szene Openair، وهو أكبر مهرجان في غرب النمسا. ويستضيف الحدث فنانين عالميين مثل الفرق الموسيقية المحلية ويجذب أكثر من 10.000 زائر من جميع أنحاء النمسا وألمانيا وسويسرا وليختنشتاين. ويعمل أكثر من 450 متطوعًا في المهرجان.
ويعد كيلبي معرض أبرشية القديس بطرس وبول، وهو أكبر معرض في فورارلبرغ. ويقام في كل عام في يوم الأحد الثاني من شهر أكتوبر، ويعرض  160 كشكًا تقريباً في السوق وبضائعهم في ساحة الكنيسة. ويتم إنشاء منتزه مؤقتة لـمعرض كيلبي في ساحة القرية مع الأفعوانية والدوارات وميادين الرماية وغيرها الكثير. وفي يوم السبت قبل كيلبي يقام تنظيم حفلة تسمى «كيلبيفيست».

## المواصلات
تقع لوستيناو في قسم من سكة حديد لفورارلبرغ الممتدة بين سانت مارغريتن في سويسرا وبريغينز.وكما أنها موطن للمقر الرئيسي لسكة حديد الراين الدولية، وهي سكة حديد صناعية تاريخية وكانت تستخدم سابقًا لتطوير السدود وامتداد نهر الراين إلى بحيرة كونستانس.

## الرياضة
تتمتع لوستيناو بتاريخ طويل وناجح في مجال الرياضة. ويوجد فريقان كرة القدم في المدينة وهما نادي أوستريا لوستيناو ونادي لوستيناو، ويتشاركان  في بطولات كرة القدم النمساوية الكبرى. وعلاوة على ذلك ولد المتزلج الشهير والناجح، مارك جيرارديلي، في لوستناو، وفريق الهوكي الجليد لناجي ايشوكي لوستناو، هو جزء من الرابطة الوطنية النمساوية.  ولعب نادي لوستيناو07 ونادي أوستريا لوستيناو في الدوري النمساوي لكرة القدم في موسمي 2007-08 و2008-09.
وكانت المدينة في السابق مركزًا رئيسيًا لصناعة التطريز اما الآن فاهي مركز لصناعة التقنيات الحديثة

ويوجد أيضًا فريقان جيدان للغاية لألعاب القوى والجمباز في لوستناو، وهما TS (Turnerschaft) Lustenau و TS (Turnerschaft) Jahn Lustenau. وكلاهما حقق أعلى النتائج على الصعيدين الوطني والدولي. وكما نجوا من سيطرة أندية كرة القدم، مما أدى إلى هدم كامل للمضمار الرياضي في الرايخشوفستاديون في عام 1998.

## مشاهير
- مانفريد شورتي (مواليد 1941)، سائق سباقات ليختنشتاين
- فريدموند مالك (مواليد 1944)، اقتصادي
- مارك جيرارديلي (مواليد 1963)، متزلج
- ماركوس بينتنر (مواليد 1980)، لاعب هوكي الجليد
- رينيه سويت (مواليد 1988)، لاعب هوكي الجليد
- باربرا جاسر (مواليد 1989)، لاعبة جمباز

## روابط خارجية
- مجتمع السوق في Lustenau